# Toft (Shetland)

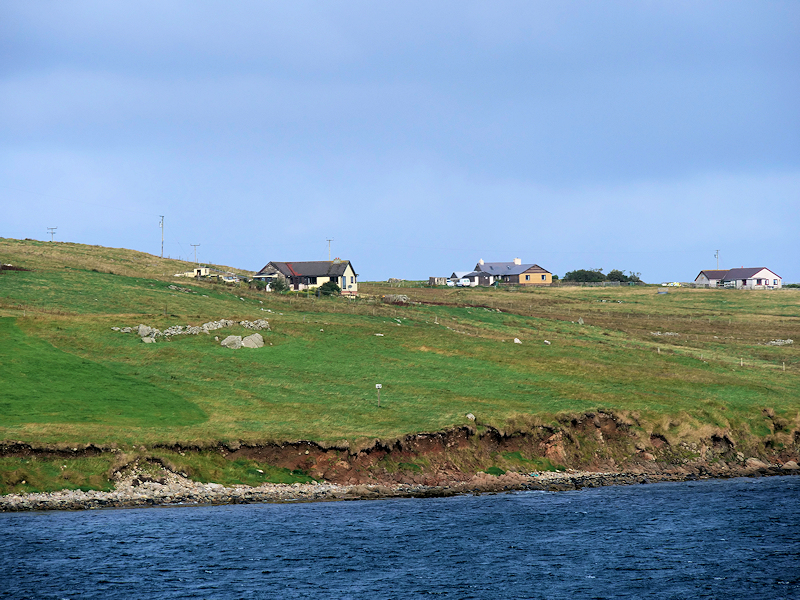
Häuser von Toft

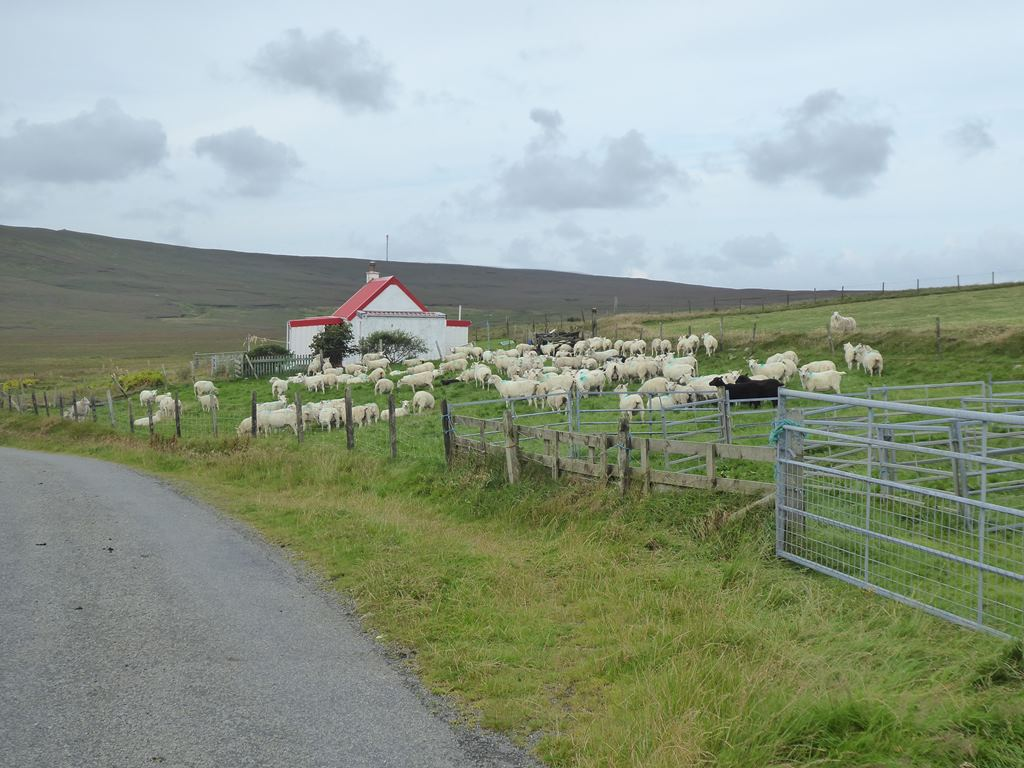
Cottage und Schafe in Toft

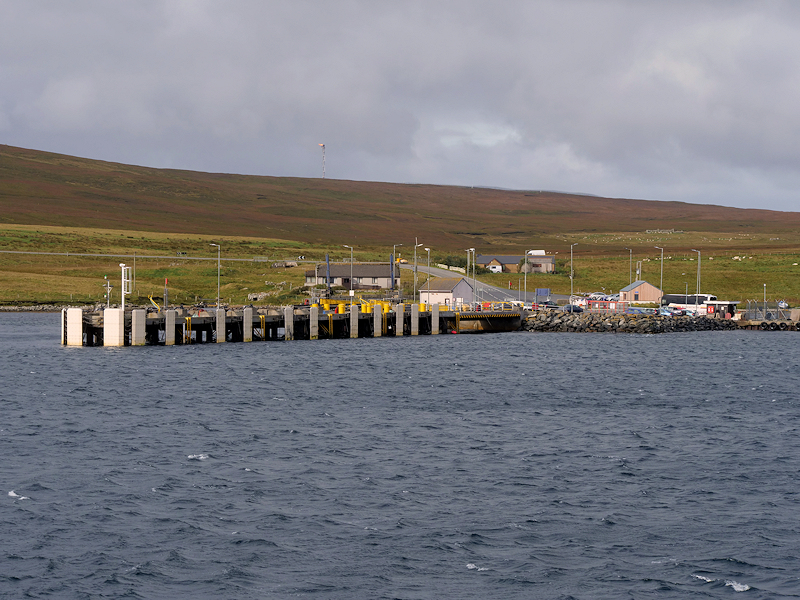
Am Pier von Toft

Toft ist eine Ortschaft, die in Schottland im Norden der Shetlandinseln liegt.

## Geographie
Toft liegt an der nördlichen Küste von Mainland am nordwestlichen Ufer der Bucht Tofts Voe. Überragt wird der Ort vom 116 Meter hohen Hill of Crooksetter. Nach Lerwick sind es etwa 44 Kilometer im Süden. Deutlich kürzer ist es nach Brough im Norden.

## Historisches
Im Rahmen der historischen Gliederung Schottlands in Civil Parishes zählt Toft zu Delting.

## Verkehr
Toft liegt an der A968, die von Hillside im Süden nach hier führt. Der Ort besitzt einen Hafen, an dem es eine Fähre nach Ulsta auf der Insel Yell gibt. In den 1950 Jahren war sie von dem etwas südlich gelegenen Ort Mossbank hierher verlegt worden.